# Nick Saunders
Clarence Nicholas "Nick" Saunders (Paget, Bermudas, 14 de setembro de 1963) é um antigo atleta das Bermudas, especialista em salto em altura.
Venceu a medalha de bronze nos Jogos da Commonwealth de 1982 e terminou em quinto lugar nos Campeonatos Mundiais de Roma, em 1987, e em igual posição nos Jogos Olímpicos de Seul em 1988. No ano seguinte estabeleceu um novo recorde da Commonwealth com 2.34 metros. 
Nos Jogos da Commonwealth de 1990, em Auckland, Saunders saltava 2.36 m para arrebatar a medalha de ouro e um novo recorde da Commonwealth. Esta marca constitui ainda o recorde das Bermudas.
Esteve ainda presente nos Jogos Olímpicos de Barcelona, em 1992, mas com uma passagem muito discreta, pois não conseguiu fazer qualquer salto válido na qualificação para a final.